# Sân bay Jönköping
Sân bay Jönköping (IATA: JKG, ICAO: ESGJ) là một sân bay cách thành phố Jönköping 8 km, Thụy Điển. Sân bay này được khai trương năm 1961.

## Các hãng hàng không và các tuyến điểm
Đến thời điểm tháng 12 năm 2007:
- Skyways (Stockholm-Arlanda)